# 궁민혁명론
궁민혁명론(일본어: 窮民革命論 큐우민카쿠메이론[*])은 일본 신좌파 정치사상의 하나다.
기존의 마르크스주의에서 혁명의 주체는 노동자계급으로 설정되었다. 그보다 아래의 최하층 계급은 근근히 하루하루 살아가는 것이 고작이어 혁명에 대한 의욕은커녕 오히려 반혁명의 온상이 될 수 있는 존재, 룸펜 프롤레타리아로 경시했다.
일본 신좌파 활동가 중 세계혁명낭인을 자처한 타케나카 로・히라오카 마사아키・오오타 류 등은 새롭게 "궁민혁명론"을 주창해 주목을 받았다. 말인즉슨 “일반 노동자는 고도경제성장을 통해 풍요로운 삶을 누리게 됨으로써 혁명에의 의욕을 잃고 있으며, 혁명의 주체가 될 수 없다. 소외된 궁민(룸펜)이야말로 혁명의 주체”라는 이론으로, 일본의 궁민의 구체적 예로서 아이누, 일용직 노동자, 재일 조선인, 오키나와인, 부락민을 들었다.
이 이론은 전공투 운동의 한계를 느끼고 있던 신좌파 활동가들에게 강한 영향을 미쳤고, 일본의 민족문제에 관한 관심이 늘어났다. 그리고 이러한 "궁민"에 대한 조직화를 도모했다. 이윽고 궁민혁명론자들 가운데 동아시아 반일무장전선이 나타나고, 사상을 더욱 첨예화시킨 반일망국론이 대두하게 되었다.
궁민혁명론자들은 특히 궁민들 중에서도 아이누와 오키나와인을 중요시했다. 오오타류는 저서 『재차 변경최심부를 향해 퇴각하라!』에서 일본인은 “수천 년 동안의 황국정신”에 찌들었으며, 좌익인들 얼마든지 전향시킬 수 있다고 모 사상검사가 전전에 호언한 예를 들어, 일본국민이기는 하지만 그 국민에 편입된 지 약 백 년밖에 되이 않은 “신부의 민(新附の民)” 아이누와 오키나와인은 아직 황국정신에 찌들지 않았기 때문에, 반일투쟁의 지조가 견고한 활동가, 즉 세계혁명낭인을 만드는 귀중한 인재원이 될 수 있다고 주장했다.
오오타 류는 당시 결성된 아이누해방동맹과 류큐독립당을 통해 "아이누 독립", "류큐 독립"을 부추겼다. 그러나 궁민혁명론자의 진정한 목적은 아이누와 오니카와인의 자결권 존중이 아니라 그들을 일본해체전쟁의 첨병으로 세우는 것이었다. 오오타 류는 「류큐혁명 15년 계획」을 구체적으로 제시했는데 내용이 다음과 같다.
1. “복귀환상”을 끊어내고 “류큐민족”의 각성을 촉구하기 위해 반복적으로 일장기, 천황 초상화, 성조기를 공개적으로 소각
2. 오키나와현의 자위대 시설과 자위대원에 대한 테러
3. “류큐혁명”을 지지하지 않는 오키나와현민에 대한 테럼
4. 자위대 내부에 스파이망을 구축
5. 지하방송국을 설치
6. 얀바루와 사키시마 제도에 “해방구”를 마련
7. 오키나와 외부에서 “류큐공화국”의 기치 하에 테러를 개시
8. 오키나와에 주둔한 주일미군의 흑인 병사・군속을 조직화하여 류큐혁명의 동지로 반란하도록 함
9. “류큐공화국임시혁명정부” 수립
10. “류큐공화국혁명군”의 아마미 침략
11. “류큐공화국혁명군”에 의한 해상교통로 차단